# Wassertor (Wismar)

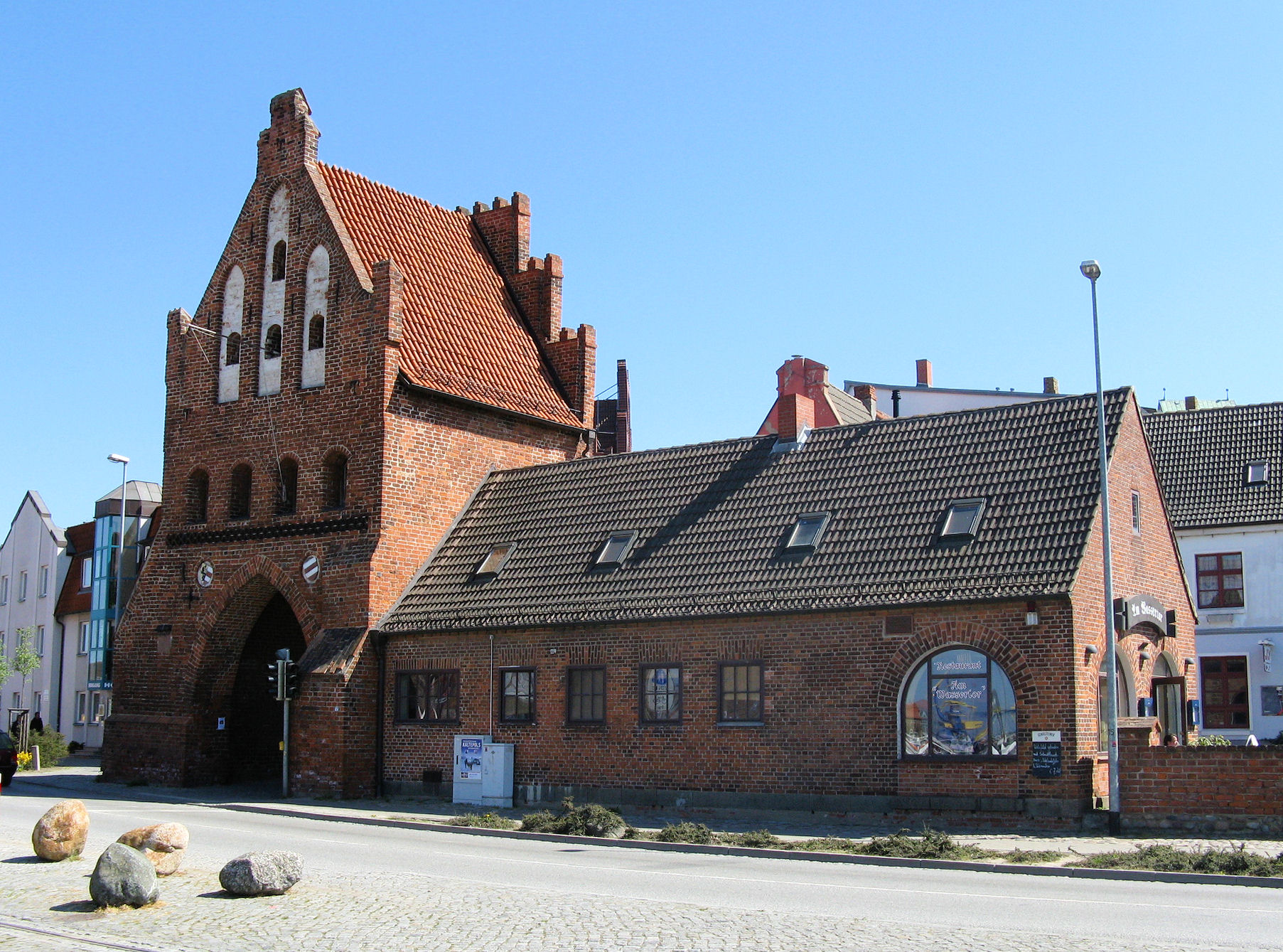
Wassertor in Wismar (Hafenseite)

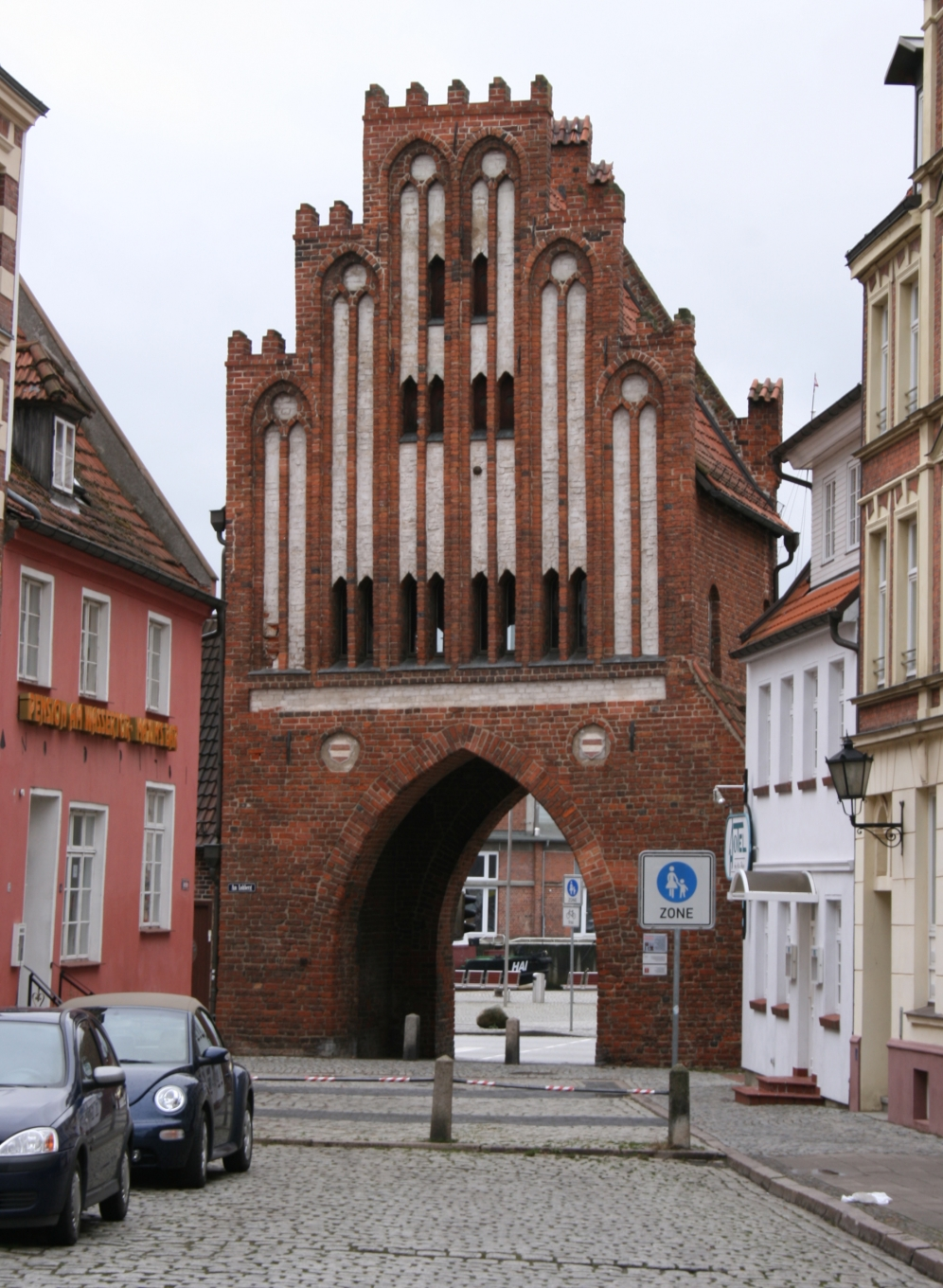
Ansicht von der Stadtseite

Das Wassertor in Wismar an der Wasserstraße im Nordwesten des historischen Stadtkerns der Stadt ist ein Hafentor der Hansestadt im Stil der Backsteingotik und das letzte erhaltene von ehemals fünf Stadttoren der Wismarer Stadtbefestigung. Die zuführende Straße heißt Spiegelberg. Es war auch das einzige Strand- bzw. Hafentor, durch das man direkt vom Hafen in die Stadt gelangte. Die anderen, alles Landtore, waren das Poeler Tor oder Haraldstor im Norden (hoher Torturm mit Wehrerkern, nach der Insel Poel benannt), weiterhin das Mecklenburger Tor (hoher Torturm mit Wehrerkern) im Süden, das Lübsche Tor (seit 1699 ähnlich dem Wassertor mit Dreiecksgiebel, ursprünglicher markanter hoher Torturm) im Westen sowie das Altwismartor oder Rostocker Tor (Staffelgiebeltorbau mit Dachaufsatz, Zwiebeldach und Laterne) als Gegenstück im Osten, jeweils am Ende der gleichnamigen Straße. Südlich des Wassertors gab es noch ein „Wassertor“ als Mauerdurchlass der Grube, eines kanalartig ost-west verlaufenden künstlichen Wasserarms aus dem 13. Jahrhundert und im Südosten ein Windpförtchen.

## Baubeschreibung und Geschichte

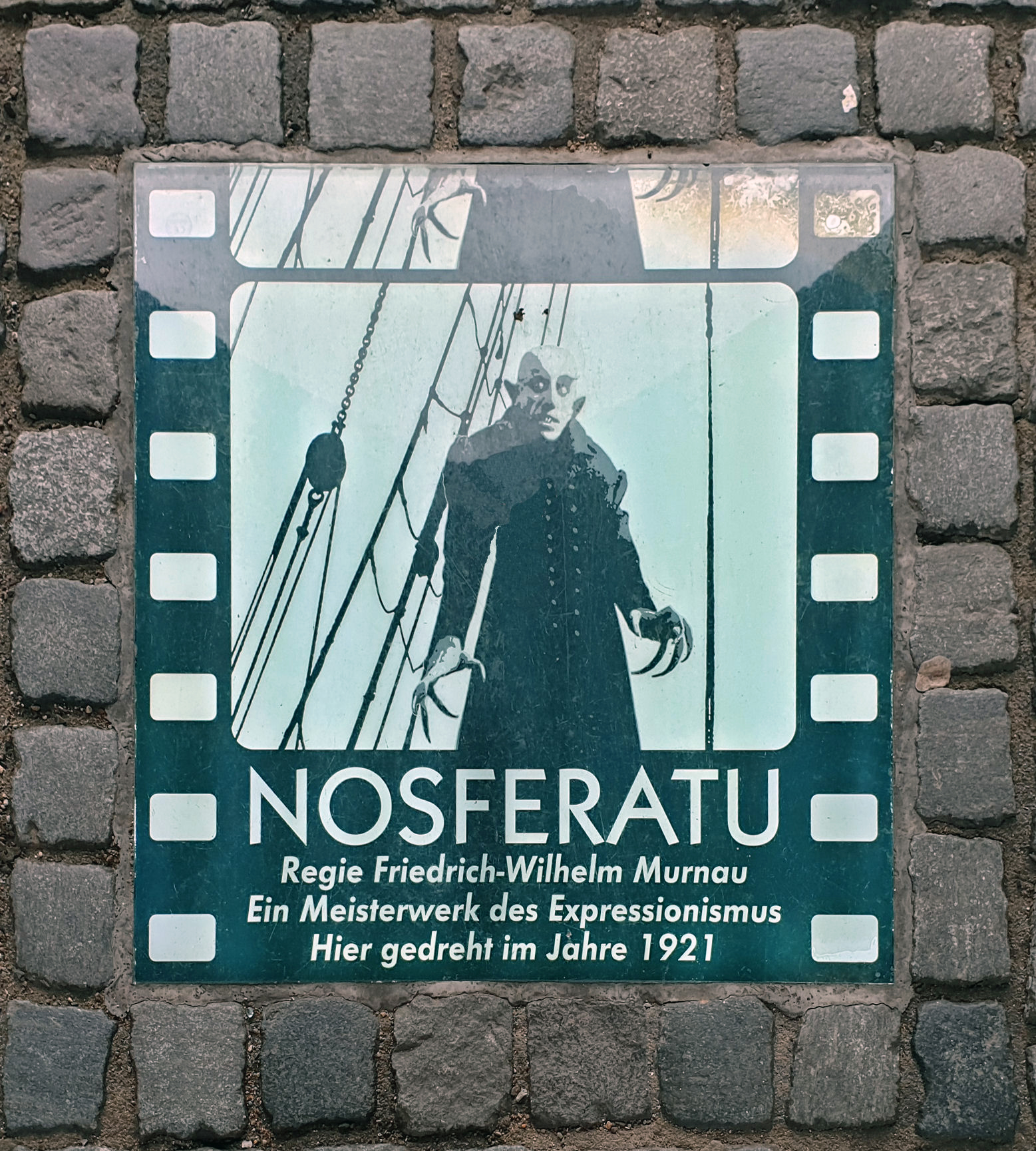
Gedenktafel zu den Dreharbeiten zu Nosferatu – Eine Symphonie des Grauens

Das Wassertor ist 1450 zur Zeit des Ausklangs der Gotik errichtet worden. Es hat einen spitzbogigen, vergleichsweise großen Durchgang, über welchem sich ein quadratischer Turm mit Satteldach befindet. Die Stadt- als auch die Hafenseite werden von einem Giebel bekrönt. Auf der Stadtseite erhebt sich ein mit Zinnen versehener Treppengiebel (Staffelgiebel), der sechs schmale Blendbögen aufweist. Auf drei Etagen befinden sich schmale, hohe Lichtdurchlässe. Oberhalb des Torbogens befindet sich ein weißes Band. Der hafenseitige Giebel besitzt seit einem Umbau im Jahre 1600 eine Dreiecksform. In seinem oberen Abschnitt befinden sich drei recht breite Blendbögen, über dem Durchgang vier Fenster.
Auf beiden Torseiten findet man über den Spitzbögen jeweils zwei Wappen, auf der Feld- oder Hafenseite, beide nach innen geneigt, links das gespaltene Stadtwappen mit dem halben Mecklenburgischen Stierkopf vorne und den vier silber-rot-silber-roten Balken der Stadtfarben hinten, rechts das alte Stadtwappen mit den vier Balken der Stadtfarben (heraldisch: dreimal von Silber und Rot geteilt). Dieses findet sich, heute ungeneigt, beidseitig auf der Stadtseite des Tores. Früher war die Wappenanordnung wie auf der Hafenseite.
Im Zuge der industriellen Entwicklung Wismars in der zweiten Hälfte des 19. Jahrhunderts wurden 1869/70 Stadtmauer, Mauertürme und Stadttore bis auf wenige Überreste abgerissen. Neben dem Wassertor ist der Alte Wasserturm ein weiteres Relikt der Wismarer Stadtbefestigung.
Heute ist das Wassertor Sitz des Vereins Club maritim.
Im Durchgang des Tores ist eine Gedenktafel zur Erinnerung an Friedrich Wilhelm Murnaus Stummfilmklassiker Nosferatu – Eine Symphonie des Grauens von 1922 angebracht für den zahlreiche Szenen in Wismar gedreht wurden.